# Amaliya Sharoyan
Amaliya Sharoyan, en arménien : Ամալյա Շառոյան, née le 19 juin 1988, est une athlète arménienne, spécialiste du 400 mètres.

## Grands championnats
400 mètres
- Championnats du monde d'athlétisme 2015 : 7e de sa série (54 s 16)

- Championnats d'Europe d'athlétisme en salle 2015 : 54 s 24 (record national)

- Championnats du monde d'athlétisme 2012 : 4e de sa série (56 s 41)

400 mètres haies
- Championnats du monde d'athlétisme 2013 : 7e de sa série, 57 s 97 (record national)